# Motorola (equipo ciclista)

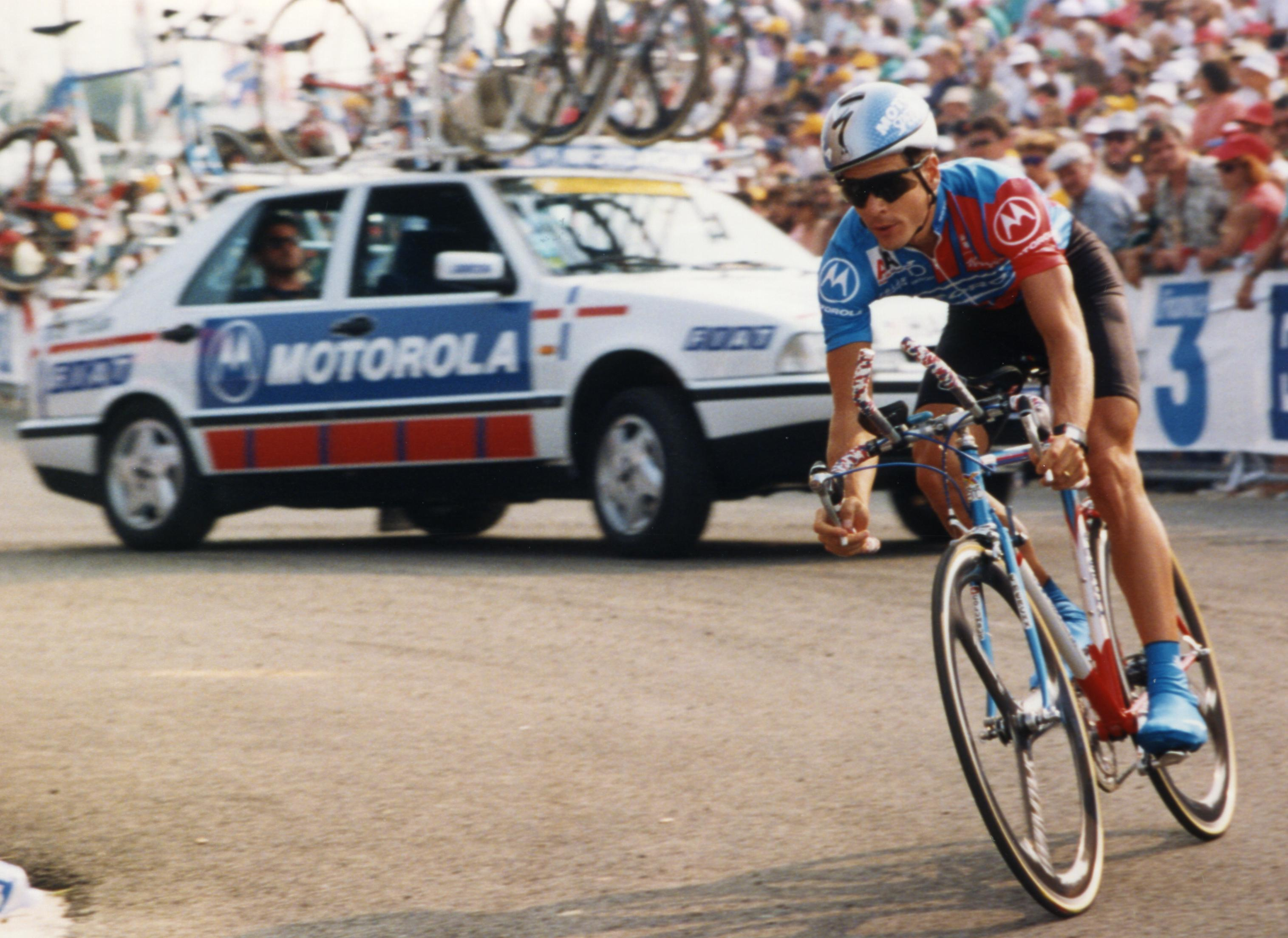
Andrew Hampsten con el maillot del equipo en el Tour de Francia 1993.

Motorola fue un equipo ciclista estadounidense profesional patrocinado por la empresa de electrónica y comunicaciones Motorola Inc., que participó en carreras internacionales entre 1991 y 1996. El equipo se formó a partir de la formación norteamericana 7-Eleven, heredando parte de la plantilla y del cuerpo técnico, con Jim Ochowicz como mánager del equipo y Noël Dejonckheere y Eric Heiden como directores deportivos.

## Historia

### Anderson y Hampsten, líderes consagrados (1991-1992)
Aparte de mantener la unidad del antiguo 7-Eleven, el Motorola se reforzó en su primer año con varios ciclistas, destacando la presencia de Phil Anderson.
El ciclista australiano cumplió gran inicio de temporada, destacando sus victorias de etapa en Vuelta a Suiza y Tour DuPont, así como la general de la Settimana Siciliana y el Tour del Mediterráneo, en el cual ganó también dos etapas. Otros triunfos destacados del equipo fueron dos etapas de Steve Bauer en el Tour DuPont y una etapa del Dauphiné Libéré del británico Sean Yates.
Durante el transcurso del Tour, se anunció que la empresa Motorola continuaría con el patrocinio del equipo durante al menos dos años más. Precisamente en el Tour, Ochowicz fue expulsado a raíz del revuelo que se montó con la expulsión del suizo Zimmermann, al no tomar el avión fletado por la organización. La organización de la ronda gala exculpó al ciclista, readmitiéndolo en carrera, pero consideró que el mánager del Motorola había infringido las normas. En el plano deportivo, Phil Anderson logró vencer en la 9.ª etapa.
Al término de la temporada 1991, el Motorola estaba clasificado en 16.ª posición en el ranking de la FICP.
En la temporada 1992, se incorporaron al cuerpo técnico Hennie Kuiper y Tom Schuler, como directores deportivos.
La victoria de Andrew Hampsten en la clasificación general del Tour de Romandía, donde el equipo también cosechó dos triunfos de etapa, a cargo del propio Hampsten y de Maximilian Sciandri, fue el resultado más destacado de la formación norteamericana.
En el Tour de Francia, Hampsten logró la victoria en la mítica cima de Alpe d'Huez, además de terminar 4.º en la clasificación general, mejorando el resultado del Giro de Italia del mismo año, en el cual había terminado en 5.ª posición.
En agosto de 1992, se incorporó al equipo un joven Lance Armstrong, que venía de terminar 14.º en la prueba de ruta de los Juegos Olímpicos. Entre otros resultados, Armstrong logró una victoria de etapa en la Vuelta a Galicia, y un 2.º puesto en el Campeonato de Zúrich.
A nivel individual, Sean Yates se adjudicó el Campeonato del Reino Unido.

### El nacimiento de Armstrong (1993-1996)

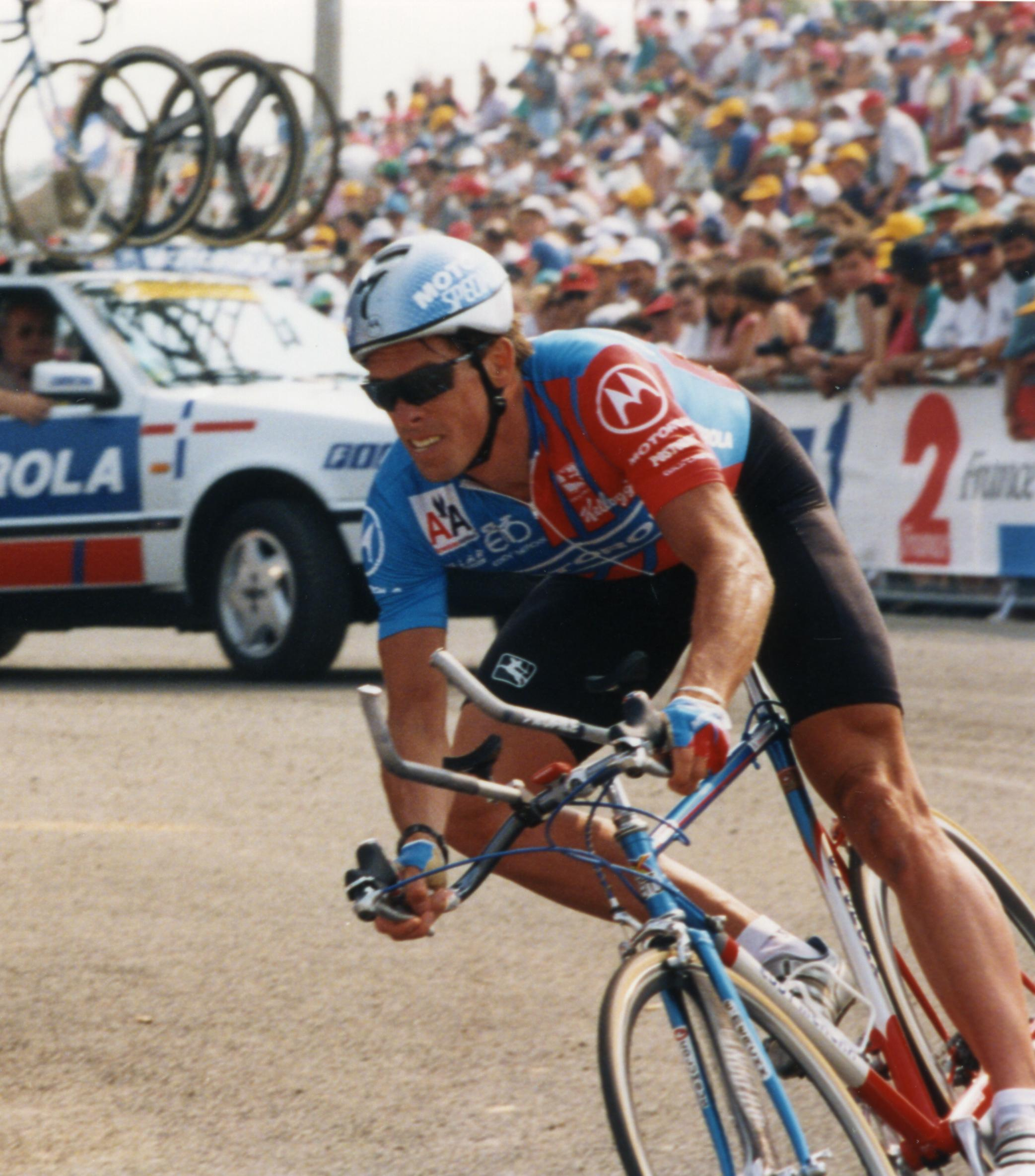
Phil Anderson con el maillot del equipo en el Tour de Francia 1993.

En 1993, Hamspten obtuvo la victoria en la Vuelta a Galicia. Sciandri, por su parte, logró algunas victorias destacadas, como el Gran Premio de Fourmies y la Coppa Placci, mientras que Armstrong registraba los triunfos en el Trofeo Laigueglia y una etapa en el Tour DuPont. Sin embargo, los mayores éxitos de la temporada aún estaban por llegar. En el Tour de Francia, la victoria en la 8.ª etapa de Armstrong, y el inesperado gran rendimiento del colombiano Álvaro Mejía, que lograría la 4.ª posición en la clasificación general final. El mismo Mejía lograba más tarde imponerse en la Volta a Cataluña, superando a Fondriest y a Induráin, y finalmente, en el Campeonato del Mundo disputado en Oslo, la medalla de oro y la consecución del maillot arco iris por parte del norteamericano Lance Armstrong.
Mediada la temporada, el equipo acogió en su seno el debut de Axel Merckx, hijo del campeón belga Eddy Merckx.
A nivel individual, Lance Armstrong se adjudicó el Campeonato de Estados Unidos.
Como refuerzos para la temporada 1994, el conjunto se hizo con los servicios del mexicano Alcalá y el velocista Van Heeswijk. El ciclista mexicano obtuvo un triunfo de etapa en el Tour DuPont, además de ganar de la Vuelta a México. También una etapa del Tour DuPont consiguió registrar el campeón del mundo, Lance Armstrong. Frankie Andreu, por su parte, sumaba al palmarés una etapa del Tour de Polonia. A nivel individual, Sean Yates volvió a ganar el Campeonato del Reino Unido.
Otros resultados notables de Armstrong fueron un 2.º puesto en la Lieja-Bastogne-Lieja y en la Clásica de San Sebastián.
En 1995, el ganador del Giro de Italia 1988, Andrew Hampsten, abandonó la disciplina del equipo para recalar en el Banesto de Induráin. Armstrong continuó creciendo como corredor, ganando el Tour DuPont, una etapa de la París-Niza y la Clásica de San Sebastián. Otras victorias destacadas en el seno del equipo fueron las dos etapas en la Vuelta a Galicia de Max van Heeswijk y la etapa en el Dauphiné Libéré de Wiebren Veenstra.
En el Tour de Francia, el equipo sufrió un duro golpe, al fallecer el italiano Fabio Casartelli, tras sufrir una caída durante el descenso del Col de Portet d'Aspet. Pocos días después, Lance Armstrong lograba un memorable triunfo de etapa, que dedicó a su recientemente fallecido compañero.
Al comienzo de la temporada 1996, el equipo estaba clasificado en 7.ª posición según el ranking de la UCI. Entre las altas de esta temporada, destacaba la figura del español Jesús Montoya. Por su parte, Johnny Weltz, en las filas del equipo hasta finales de la temporada anterior, entró a formar parte del cuerpo técnico, como director adjunto.
Las victorias más destacadas del equipo fueron el Tour DuPont, que ganó Armstrong de forma brillante, incluyendo cinco triunfos parciales, la Vuelta a Castilla y León, en la que se impuso el italiano Andrea Peron, y una etapa en la París-Niza, ganada por Max Sciandri. El propio Armstrong rozó la victoria en la París-Niza, en la cual terminó 2.º, puesto que también volvió a repetir en la Lieja-Bastogne-Lieja.
El equipo terminó en 2.ª posición en la Copa del Mundo, solo superado por el Mapei-GB, con Armstrong en 7.º lugar como mejor clasificado.

## Corredor mejor clasificado en las Grandes Vueltas
| Año  | Giro de Italia             | Tour de Francia      | Vuelta a España  |
| ---- | -------------------------- | -------------------- | ---------------- |
| 1985 | 20.º Andrew Hampsten       | -                    | -                |
| 1986 | -                          | 63.º Bob Roll        | -                |
| 1987 | -                          | 9.º Raúl Alcalá      | -                |
| 1988 | 1.º Andrew Hampsten        | 15.º Andrew Hampsten | -                |
| 1989 | 3.º Andrew Hampsten        | 22.º Andrew Hampsten | -                |
| 1990 | 39.º Roger Nathan Dahlberg | 11.º Andrew Hampsten | -                |
| 1991 | -                          | 8.º Andrew Hampsten  | -                |
| 1992 | 5.º Andrew Hampsten        | 4.º Andrew Hampsten  | -                |
| 1993 | 14.º Andrew Hampsten       | 4.º Álvaro Mejía     | -                |
| 1994 | 10.º Andrew Hampsten       | 31.º Álvaro Mejía    | -                |
| 1995 | -                          | 16.º Álvaro Mejía    | 21.º Axel Merckx |
| 1996 | -                          | 23.º Laurent Madouas | 8.º Andrea Peron |

## Ciclistas célebres
| - Raúl Alcalá - Norman Alvis - Phil Anderson - Frankie Andreu - Lance Armstrong - Steve Bauer - Andy Bishop - Michael Carter - Fabio Casartelli - Michel Dernies - Gordon Fraser | - Andrew Hampsten - Ken Hashikawa - George Hincapie - Kai Hundertmarck - Bobby Julich - Ron Kiefel - Dag Otto Lauritzen - Kevin Livingston - Laurent Madouas - Christophe Manin | - Álvaro Mejía - Axel Merckx - Koos Moerenhout - Jesús Montoya - Andrea Peron - Bob Roll - Jan Schur - Maximilian Sciandri - Stephen Swart - Bruno Thibout | - John Tomac - Max van Heeswijk - Flavio Vanzella - Wiebren Veenstra - Jens Veggerby - Johnny Weltz - Sean Yates - Michel Zanoli - Cezary Zamana - Urs Zimmermann |

## Radios en carrera
El equipo Motorola fue uno de los primeros equipos que comenzó a equipar a alguno de sus corredores con radios con las que comunicarse con los coches de equipo. Este sistema de comunicación fue adaptándose poco a poco por el resto del pelotón, convirtiéndose en algo habitual hacia 2002. La aceptación de las radios de equipo se vio impulsada por el éxito en el Tour de Francia de Lance Armstrong, el cual siguió usándolas cuando fichó por el US Postal.

## Dopaje
En junio de 2004, el neozelandés Steven Swart, integrante del equipo en 1994 y 1995, afirmó haberse sentido presionado por parte del equipo para tomar sustancias dopantes. Según sus declaraciones, el equipo comenzó un programa de dopaje en 1995 que incluía la EPO. Tanto el director deportivo Jim Ochowicz, como el médico italiano Massimo Testa, así como algunos compañeros, negaron dichas declaraciones.
En septiembre de 2006, el estadounidense Frankie Andreu, que corrió en Motorola durante sus seis años de existencia, también confesó haber consumido EPO. Según Andreu, fue expuesto a sustancias dopantes en 1995. Massimo Testa, médico de la formación norteamericana, afirmó haber hablado hacer del consumo de la EPO con los integrantes de la plantilla, si bien aseguró también que su recomendación era no tomar dicha sustancia, dejando la decisión en manos de cada ciclista.